# 秃玉山蝇子草
秃玉山蝇子草（学名：Silene morrisonmontana var. glabella）为石竹科蝇子草属下的一个变种。

## 扩展阅读
- 維基物種上的相關：秃玉山蝇子草